# شانون جولدز
شانون جولدز (بالإنجليزية: Shannon Golds)‏ مواليد 3 أكتوبر 1986 في كوينزلاند، أستراليا، هي لاعبة كرة مضرب أسترالية سابقة بدأت مسيرتها كمحترفة سنة 2005 وكانت تلعب باليد اليمنى، اعتزلت اللعب في 2016. أعلى تصنيف لها في الفردي كان 203. أعلى تصنيف لها في الزوجي كان 202.

## روابط خارجية
- شانون جولدز على موقع رابطة محترفات التنس (الإنجليزية)
- شانون جولدز على موقع الاتحاد الدولي لكرة المضرب (الإنجليزية)
- شانون جولدز على موقع اتحاد التنس الأسترالي (الإنجليزية)
- شانون جولدز على موقع إي إس بي إن.كوم (الإنجليزية)